# José Antonio Labordeta

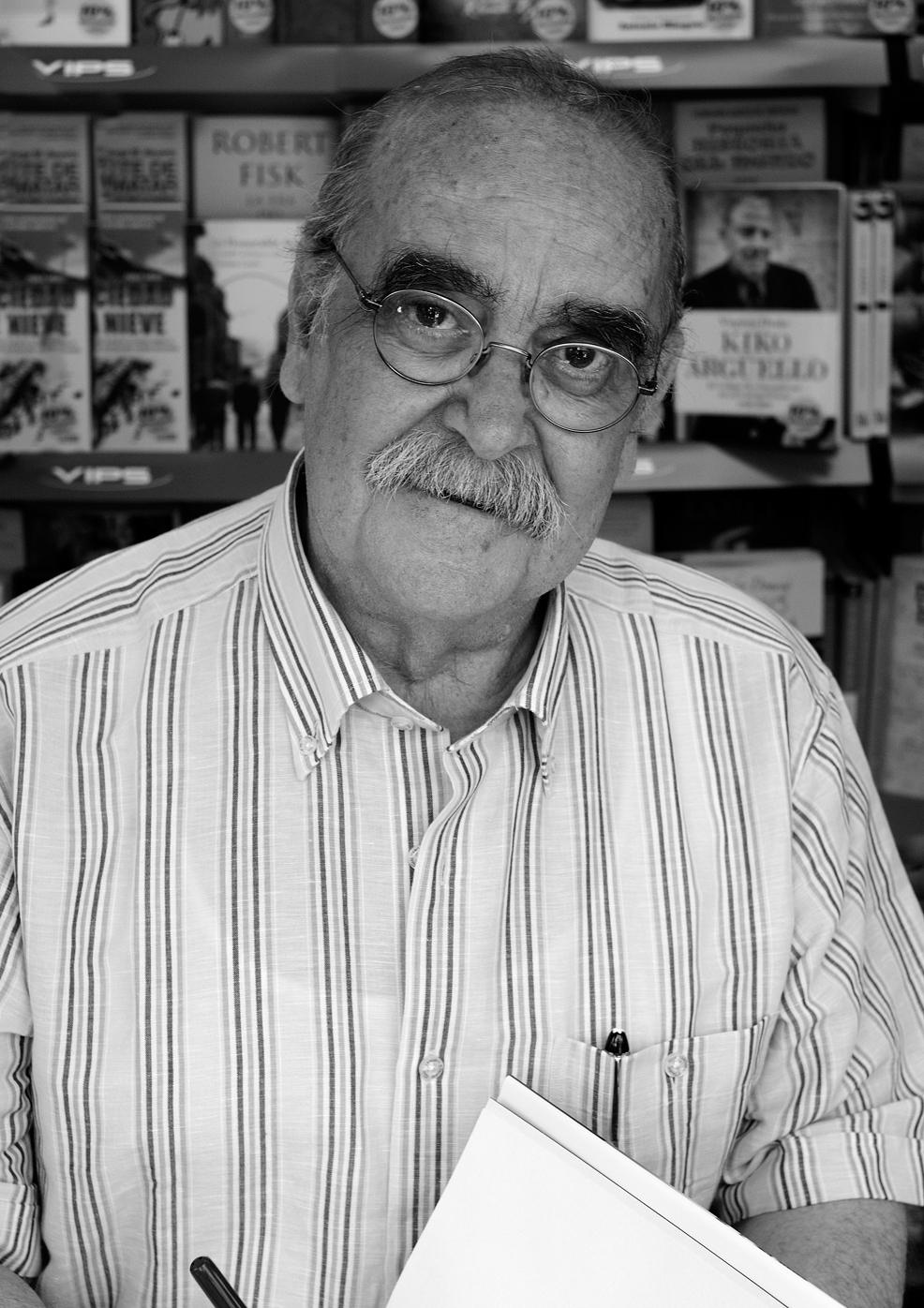
José Antonio Labordeta (2009)

José Antonio Labordeta Subías (* 10. März 1935 in Saragossa; † 19. September 2010 ebenda) war ein spanischer Singer-Songwriter, Schriftsteller und Politiker aus Aragón.
Er war Abgeordneter im Congreso de los Diputados, dem Unterhaus der Cortes Generales, für die progressive linksliberale Chunta Aragonesista in der sechsten und siebten Legislaturperiode von 2000 bis 2008.
Für sein Werk und seine Lebensleistung erhielt er unter anderem 2003 den höchsten Orden Nicaraguas, den Orden de Saurí, und einen Ehrendoktor der Universität Saragossa, an der er studierte und später lehrte, sowie wenige Tage vor seinem Ableben den Orden Alfons X. des Weisen.